# Anafase

Durant l'anafase de la mitosi cel·lular, els cromosomes es trenquen pel centròmer i les cromàtides germanes es desplacen cap als extrems oposats de la cèl·lula

Anafase (del grec; ἀνά (ana), «amunt» + φάσις (fàsis), «etapa» ; «etapa superior») és l'estadi de la meiosi o la mitosi posterior al procés de la metafase, quan les cromàtides germanes (durant la mitosi o la meiosi II) o els cromosomes homòlegs (durant la meiosi I) es desplacen cap als pols oposats de la cèl·lula, el final oposat del fus mitòtic, prop dels centres que organitzen els microtúbuls. Els cromosomes assoleixen la seva màxima condensació global durant l'anafase tardana, per ajudar a la segregació dels cromosomes i la reconstrucció del nucli. Durant aquest estat, pot passar el retard anafàsic.
L'anafase s'inicia quan el complex promotor de l'anafase marca una xaperona inhibidora (anomenada segurina) per destruir-la amb el procés d'ubiquitinació. La segurina és una proteïna que inhibeix una proteasa coneguda com a separasa. La destrucció de la segurina desencadena la separasa, que descompon la cohesina (una proteïna responsable de mantenir les cromàtides unides pel centròmer).
Arribats a aquest punt, tres subclases de microtúbuls exclusius de la divisió cel·lular s'impliquen en la creació de les forces necessàries per separar les cromàtides: microtúbuls del cinetocor, microtúbuls interpolars i microtúbuls astrals. Els centròmers es desfan per l'acció de la separasa i les cromàtides germanes són estirades cap als pols pels microtúbuls del cinetocor. Les cromàtides adopten una forma en V o Y mentre són estirades cap als pols. Mentre que els cromosomes es desplacen cap a cada pol de la cèl·lula a una velocitat d'1 µm/min, els microtúbuls interpolars i els microtúbuls astrals generen forces que estiren la cèl·lula, fent que tingui una forma ovalada.
L'anafase representa aproximadament l'1% de la durada del cicle cel·lular. Un cop finalitzada l'anafase, la cèl·lula passa a l'estadi de telofase.

## Mitosi
L'anafase en la mitosi es caracteritza per dos moviments diferents: 
- El primer d'ells, anafase A, trasllada els cromosomes a qualsevol dels pols de la cèl·lula que s'està dividint (marcats per centrosomes, a partir dels quals es generen i s'organitzen microtúbuls mitòtics (el fus acromàtic)). El moviment per a això es genera principalment per l'acció dels cinetocors i per una subclasse de microtúbuls anomenats microtúbuls del cinetocor. S'ha observat una combinació de diferents forces que actuen sobre les cromàtides durant l'anafase A, però la força principal s'exerceix de manera central. Els microtúbuls s'uneixen al punt mitjà dels cromosomes (el centròmer) mitjançant complexos proteics (cinetocors). Els microtúbuls adjunts es despolimeritzen i s'escurcen, que juntament amb les proteïnes motrius crea un moviment que atrau els cromosomes cap als centrosomes situats a cada pol de la cèl·lula.[5]
- El segon moviment, anafase B, implica la separació d'aquests pols l'un de l'altre. El moviment per a això es genera principalment per l'acció de microtúbuls interpolars i microtúbuls astrals. La segona part de l'anafase es basa en els seus propis mecanismes diferents. La força és generada per diverses accions. Els microtúbuls interpolars comencen a cada centrosoma i s'uneixen a l'equador de la cèl·lula que es divideix. S'empenyen l'un contra l'altre, fent que cada centrosoma s'allunyi més. Mentrestant, els microtúbuls astrals comencen a cada centrosoma i s'uneixen amb la membrana cel·lular. Això els permet apropar cada centrosoma més a prop de la membrana cel·lular. El moviment creat per aquests microtúbuls es genera mitjançant una combinació del creixement o la reducció dels microtúbuls i per proteïnes motrius, com les dineïnes o les cinesines.[6]

Aquests dos processos es van distingir originalment per la seva diferent sensibilitat a les drogues i medicaments, tot i que són mecànicament diferents.

## Meiosi
Durant la meiosi succeeixen dos processos de divisió del nucli, la meiosi I (dividida en profase I, metafase I, anafase I i telofase I), i la meiosi II (dividida en profase II, metafase II, anafase II i telofase II). Els dos moviments de la mitosi es produeixen de la mateixa a la meiosi I i la meiosi II, però aquestes últimes impliquen processos lleugerament diferents:
- Durant l'anafase I, els cromosomes homòlegs alineats a la placa equatorial se separen els uns dels altres. A diferència de l'anafase durant la mitosi, només es degrada la cohesina dels braços del cromosoma mentre es protegeix la cohesina al voltant del centròmer. Això permet que les cromàtides germanes es mantinguin unides entre elles durant l'escurçament dels microtúbuls i la separació dels cromosomes homòlegs.
- Durant l'anafase II, la cohesina que queda al voltant del centròmer es degrada, permetent que les cromàtides germanes se separin i migrin en direccions oposades a causa de la força de tracció dels microtúbuls.

## Relació amb el cicle cel·lular
L'anafase representa aproximadament l'1% de la durada del cicle cel·lular. Comença amb l'activació regulada de la transició metafase-anafase. La metafase acaba amb la destrucció de la ciclina B. La ciclina B està marcada amb ubiquitina, que la marca per a ser destruïda per proteasomes, cosa que es necessària per a la funció de la cinasa dependent de ciclina de la metafase (M-Cdk). En essència, l'activació del complex promotor de l'anafase (APC, Anaphase Promoting Complex) fa que l'APC descompongui la ciclina en la fase M (mitosi), i que la proteïna inhibidora segurina activi la proteasa separasa per descompondre les subunitats de cohesina (que és la proteïna responsable de la unió de les cromatides a través del centròmer).

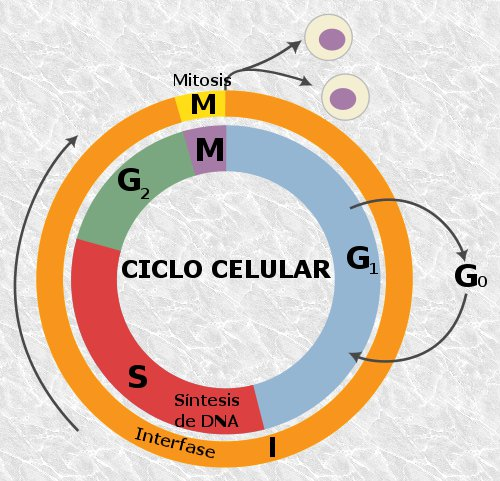
Cicle cel·lular complet. L'anafase és una part de la mitosi (M)
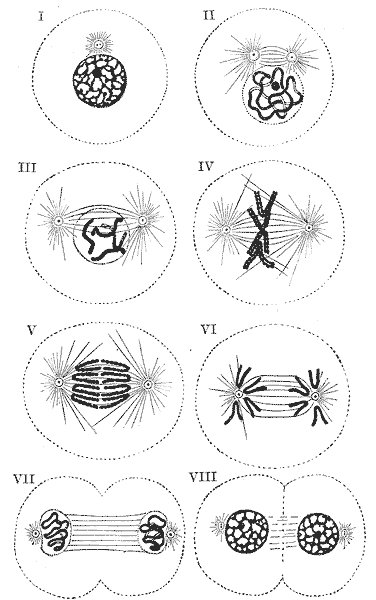
Canvis que es produeixen en una cèl·lula durant la mitosi (I,II,III: Profase; IV: Prometafase; V: Metafase; VI: Anafase; VII,VIII: Telofase)
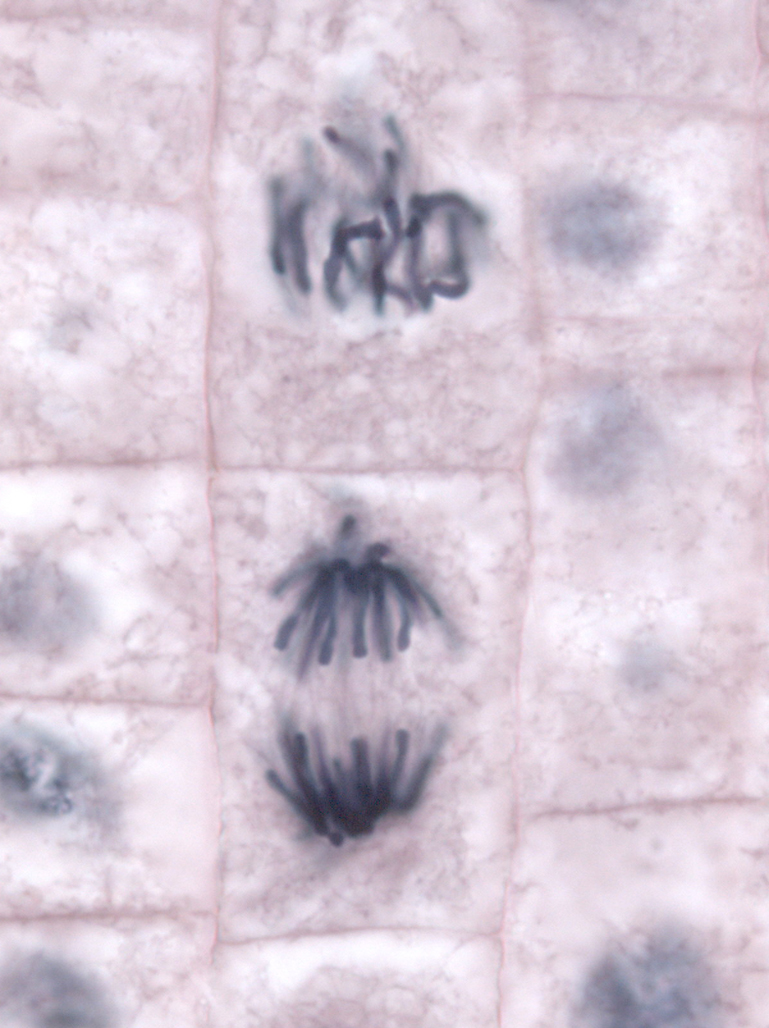
Cèl·lules de la zona del meristema de la punta de l'arrel de la ceba (Allium cepa) en diferents etapes de la mitosi: profase (superior) i anafase (inferior)

## Vegeu també

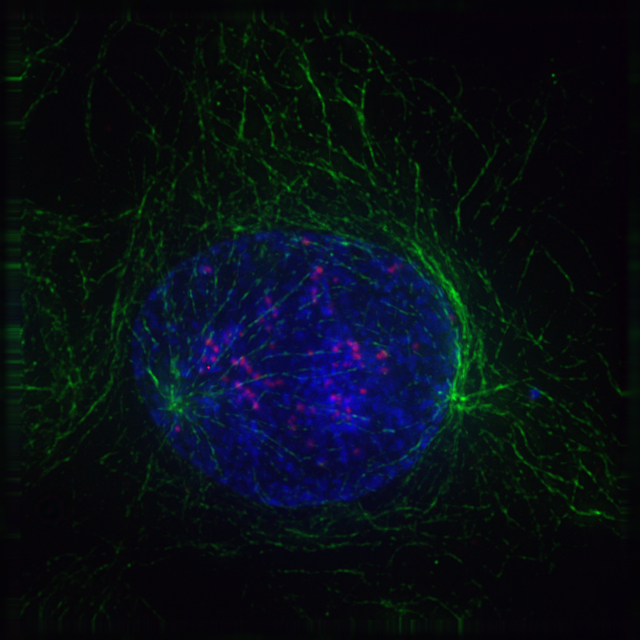
Profase
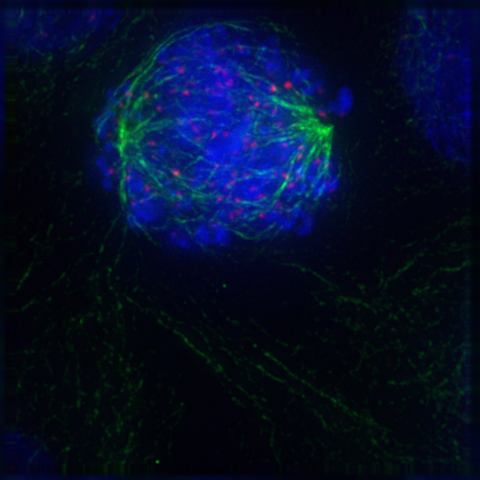
Prometafase
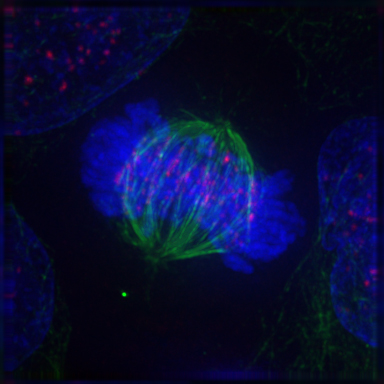
Metafase
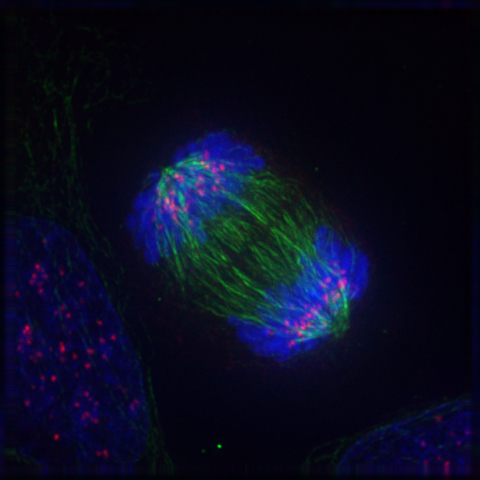
Anafase
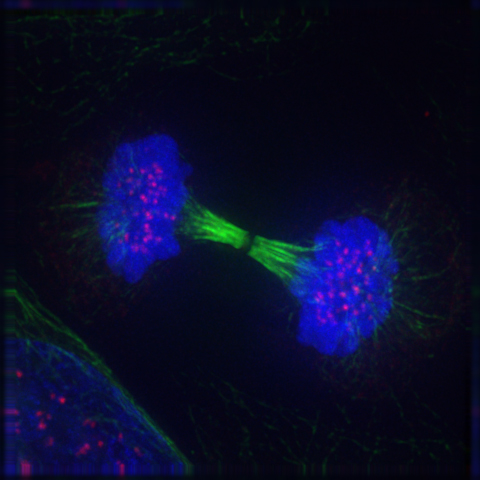
Telofase